# Centaurea acmophylla
Centaurea acmophylla — вид квіткових рослин айстрових (Asteraceae). Ендемік Південного Кавказу (Вірменія та Азербайджан).

## Морфологія та біологія
Рослина сіро-зелена й павутинисто-запушена, 15–30 см. Листки видовжено-ланцетні, цілокраї. Колір квітів фіолетово-синій.